# Ada Bruges
Ada Bruges, pseudonimo di Ida Papaccio (Acerra, 2 agosto 1897 – Napoli, 14 giugno 1974), è stata una cantante e sciantosa nel teatro di varietà italiana.

## Biografia
Ida Papaccio, nota con lo pseudonimo di Ada Bruges nasce ad Acerra (Na) figlia di un
capostazione delle ferrovie dello stato; quasi per caso scoprì le sue doti canore, esibendosi nel circolo Spena di Acerra, e nel dopolavoro ferroviario
frequentato dal padre.
In seguito intraprese gli studi di canto lirico, su consiglio del celebre tenore di allora, Fernando De Lucia; ebbe come
maestro di canto lirico, Carlo Sebastiani, del Teatro San Carlo di Napoli.
Successivamente il maestro Ernesto Tagliaferri, la indirizzo verso la canzone
Napoletana, e al varietà. Esordì all'Eden nel 1919, da allora fu un crescendo di successi, tanto da essere invitata all'Academy of Music di Brooklyn. Fu considerata la "Regina di Piedigrotta".
Curiosamente fu quasi dimenticata, solamente oggi ne è stata ricordata la figura artistica in numerose iniziative.. Durante il corso della sua carriera incise dischi per le etichette discografiche Odeon, Columbia e Voce del Padrone. Fu prima interprete di tantissime canzoni napoletane, tra cui l'immortale "Mandulinata 'a Napule".
Prefazione di Pietro Gargano tratta dalla biografia "Ada Bruges l'ultima sciantosa di Cantanapoli" di Antonio Sciotti (Ed. Rabò, 2010):
"Graziosa e paffuta, Ada Bruges scoprì di avere talento cantando, quasi per gioco, nel Circolo Spena di Acerra e nel Dopolavoro Ferroviario frequentato dal padre capostazione. Fece un'audizione col grande tenore Fernando De Lucia: promossa, studiò lirica per sei anni col maestro Sebastiani del San Carlo. Forse per passione, forse per cercare scorciatoie al successo, su consiglio di Ernesto Tagliaferri, si dedicò alla canzone napoletana e al varietà. Esordì all'Eden di Napoli nel 1919. Da allora fu un crescendo che sorprese lo stesso impresario Resi: concerti, audizioni di piedigrotta, viaggi in America, il primo sul Vulcania dove viaggiava Tito Schipa, oltre all'amicizia e alla stima dei più importanti autori napoletani, soprattutto E. A. Mario. Ada cantò all'Academy of Music di Brooklyn dove aveva spopolato Beniamino Gigli. Ernesto Murolo la volle nella compagnia, con Parisi, Maldacea e Carlo Buti, che alla fine del 1931 fondò il Festival di Sanremo. Di Massa definì “luminosa e pittoresca” la napoletanità della Bruges, che si ritirò nel primo dopoguerra. Per l'addio le fu riservato l'onore del San Carlo. Tremava, Alberto Amato dovette accompagnarla al proscenio; ma aveva paura del microfono, oggetto allora desueto, non certo del pubblico. Era stato proprio Amato, non molto tempo prima, a convincerla ad usare il nuovo mezzo. Accadde nella Piedigrotta Epifani in giro per l'Italia. Per la prima volta, nella strepitosa carriera, Ada aveva colto qualche segno di dissenso. Andò in lacrime nel camerino del collega che le disse “Signò, provate almeno una volta”. Ada accettò il consiglio, usò il microfono e il Politeama di Genova fu per lei un unico applauso. Morì a 77 anni, è sepolta nella congrega dei Caprettari al Monumentale. Ada Bruges incarnò le contraddizioni della diva napoletana: fatale in palcoscenico, con la sua bellezza florida e la voce carnale; semplice e modesta nella vita. Seppe ritirarsi al momento giusto, dopo che la guerra aveva spazzato pure i gusti del suo tempo. E fu bello che fosse il San Carlo a ospitarla per il congedo".

## Discografia parziale 78 giri
- 1929 Mandulinata a Napule (Murolo - Tagliaferri) CVE-51189
- 1929 E duie bastimente BVE-51190
- 1929 Dorge dormire (E.A.Mario - Pepino) BVE-51191
- 1929 Acqua surgiva BVE-51192
- 1929 Il Tango delle capinere (Bixio Cherubini) BVE-55174
- 1929 Presentimento (E.A.Mario) BVE-55175
- 1930 Dorge dormire (E. A. Mario - Pepino) VP R-10445
- 1930 'E dduie bastimente (Staffelli - Mangione) - VP R-10445
- 1930 Si dormene 'e ssirene (Vento - Albano) Odeon O-10343
- 1930 Sciantosa (Raffaelli - Furnò) Odeon O-10343
- 1930 Voce 'e staggione (Bellobuono) Odeon O-10228
- 1930 'A cchiù bella canzone (Bellobuono) Odeon O-10228
- 1931 Mare adduruso (E. A. Mario - Brancaccio) VP R-10741
- 1931 Ombra nemica (Buongiovanni - De Lutio) VP R-10741
- 1931 L'ultima parola (Grasso - E. A. Mario) VP R-10742
- 1931 Mierelo affurtunato (Di Giacomo - E. A. Mario) VP R-10742
- 1931 Tammurriata muderna (E. A. Mario) VP R-10743
- 1931 'A riva 'e mare (Mangione-Spagnolo) VP R-10743
- 1932 Voce e chitarre (Tagliaferri - E. Murolo) Columbia CQ-1204
- 1932 'O cunto 'e Mariarosa (Tagliaferri - Murolo) Columbia CQ-1204
- 1932 Ammore chesto vo' (Lama - Federici) Columbia CQ-1205
- 1932 Varca d'oro (Fiore - Lama) Columbia CQ-1205
- 1932 Capri gentile (Valente - Chiurazzi) Columbia CQ-1206
- 1932 Manname 'e cunfiette (Valente - Canetti) Columbia CQ-1206
- 1932 Tu quant'anne vuo' campa' (Staffelli - Manlio) Columbia CQ-1207
- 1932 Bellizze 'e Napule (Manlio-Quintavalle) Columbia CQ-1207
- 1932 Te ricuorde Marì (Cosentino - De Lutio) Columbia CQ-1208
- 1932 Sciantusella (Bovio - N. Valente) Columbia CQ-1208
- 1932 Prumesse 'e femmena (Tagliaferri - De Flaviis) Columbia CQ-1209
- 1932 Mierolo affurtunato (E. A. Mario - Di Giacomo) Columbia CQ-1209
- 1933 Punto e virgola (Fusco - Pisano)